# Pattinaggio di velocità su pista ai Giochi mondiali 2025
Le competizioni di pattinaggio di velocità su pista ai Giochi mondiali 2025 si sono svolte il 14 e il 15 agosto 2025 al Chengdu Roller Sports Centre di Chengdu, in Cina.

## Podi

### Uomini
| Specialità                         | Oro                               | Argento                      | Bronzo                    |
| 200 m time trial (dettagli)        | Jhoan Guzmán Spagna               | Kuo Li-yang Taipei cinese    | Jhon Tascon Colombia      |
| 500 m sprint (dettagli)            | Jhoan Guzmán Spagna               | Jhon Tascon Colombia         | Zhang Zhenhai Cina        |
| 1000 m sprint (dettagli)           | Jhoan Guzmán Spagna               | Jhon Tascon Colombia         | Anandkumar Velkumar India |
| 5,000 m a punti (dettagli)         | Julio Cesar Mirena Ortiz Paraguay | Tsu-Cheng Chao Taipei cinese | Livio Wenger Svizzera     |
| 10,000 m a eliminazione (dettagli) | Juan Mantilla Colombia            | Livio Wenger Svizzera        | Martin Ferrié Francia     |

### Donne
| Specialità                         | Oro                                                       | Argento                           | Bronzo                  |
| 200 m time trial (dettagli)        | Ivonne Nóchez El Salvador                                 | Haila Brunet Alvarez Francia      | Fran Vanhoutte Belgio   |
| 500 m sprint (dettagli)            | Fran Vanhoutte Belgio                                     | Yi-Hsuan Liu Taipei cinese        | Catalina Lorca Cile     |
| 1000 m sprint (dettagli)           | María Fernanda Timms Colombia                             | Gabriela Rueda Colombia           | Fran Vanhoutte Belgio   |
| 5,000 m a punti (dettagli)         | Gabriela Vargas Sarmiento Ecuador Gabriela Rueda Colombia | non assegnata                     | Larissa Gaiser Germania |
| 10,000 m a eliminazione (dettagli) | Gabriela Rueda Colombia                                   | Gabriela Vargas Sarmiento Ecuador | Marine Lefeuvre Francia |

## Medagliere
| Posiz. | Nazione       | Oro | Argento | Bronzo | Totale |
| ------ | ------------- | --- | ------- | ------ | ------ |
| 1      | Colombia      | 4   | 3       | 1      | 8      |
| 2      | Spagna        | 3   | 0       | 0      | 3      |
| 3      | Ecuador       | 1   | 1       | 0      | 2      |
| 4      | Belgio        | 1   | 0       | 2      | 3      |
| 5      | El Salvador   | 1   | 0       | 0      | 1      |
| 5      | Paraguay      | 1   | 0       | 0      | 1      |
| 7      | Taipei cinese | 0   | 3       | 0      | 3      |
| 8      | Francia       | 0   | 1       | 2      | 3      |
| 9      | Svizzera      | 0   | 1       | 1      | 2      |
| 10     | Cina          | 0   | 0       | 1      | 1      |
| 10     | India         | 0   | 0       | 1      | 1      |
| 10     | Cile          | 0   | 0       | 1      | 1      |
| 10     | Germania      | 0   | 0       | 1      | 1      |
| Totale | Totale        | 11  | 9       | 10     | 30     |